# David Tarka
David Neil Tarka (* 11. Februar 1983 in Perth) ist ein ehemaliger australischer Fußballspieler. Tarka, eines der größten australischen Talente seines Jahrgangs, gewann 2003 die australische Meisterschaft und debütierte 2004 in der Nationalelf, bevor Verletzungsprobleme seine weitere Entwicklung beeinträchtigten. Nach einem enttäuschenden Auslandsaufenthalt bei Nottingham Forest beschränkten zahlreiche Verletzungen seine Einsatzzeiten in der heimischen A-League bei Perth Glory. 2009 endete im Alter von 26 Jahren seine Profilaufbahn.

## Vereinskarriere

### Fußballerischer Werdegang als Jugendlicher, bis 2001
Tarka erlernte das Fußballspiel bei Spearwood Dalmatinac, wo er die Altersstufen U-7 bis U-12 durchlief. Mit seinem ersten Jugendtrainer, dem damals 20-jährigen Scott Miller, spielte er später von 2001 bis 2003 gemeinsam bei Perth Glory. Von 1996 bis 1998 war Tarka im Fußball-Förderprogramm des John Curtin College of the Arts in Fremantle, unter anderem mit dem späteren Nationaltorhüter Brad Jones, und spielte in dieser Zeit bei Fremantle United; zudem etablierte er sich in diesem Zeitraum in den Auswahlteams des Bundesstaates Western Australia. 16-jährig kehrte er zu seinem Jugendklub zurück, der mittlerweile zu Cockburn City fusioniert war. Ursprünglich für die U-18-Mannschaft vorgesehen, überzeugte er Trainer Gerry Christie zu Saisonbeginn und agierte als Stammspieler in der Herrenmannschaft. Nachdem er mit Western Australia 1999 an den nationalen Schul-Meisterschaften in Canberra teilgenommen hatte, wurde er als Nachrücker in die australische Schülernationalmannschaft berufen, um an einer Tournee nach Großbritannien und Irland teilzunehmen.
Nach seiner Rückkehr erhielt er eine Einladung an das Australian Institute of Sport und überzeugte im Probetraining den fußballerischen Leiter Steve O’Connor. Sein zunächst auf ein Jahr befristetes Stipendium im führenden australischen Talentförderprogramm wurde anschließend um ein Jahr verlängert und Tarka Anfang 2001 zum Kapitän der in der National Soccer Youth League antretenden Mannschaft bestimmt.

### Beginn der Profikarriere und Meistertitel, 2001–2003
Nach einem einwöchigen Probetraining bei Perth Glory im April 2001 unter Trainer Bernd Stange, erhielt Tarka von Stanges Nachfolger Mich d’Avray im Juli 2001 bei Perth seinen ersten Profivertrag für die National Soccer League (NSL). Ursprünglich als Perspektivspieler verpflichtet – kurzzeitig stand auch eine Rückkehr an das AIS bis Jahresende im Raum – gehörte er nach den verletzungsbedingten Ausfällen von Gareth Naven und Ljubo Milicevic beim Auswärtsspiel gegen den neuseeländischen Ligateilnehmer Football Kingz zum Kader und kam in der 81. Minute per Einwechslung zu seinem Ligadebüt. Zum Saisonende hin rückte er in die Stammmannschaft und erreichte mit dem Team zum Abschluss seiner ersten Profisaison das Meisterschaftsfinale gegen die Olympic Sharks, das mit einer 0:1-Niederlage endete.
Auch ein Jahr später gehörte Tarka zu den Stammspielern der Glory-Mannschaft um die beiden Topstürmer Damian Mori und Bobby Despotovski, sowie André Gumprecht, Jamie Harnwell, Matt Horsley, Dega, Scott Miller, Nik Mrdja Simon Colosimo, Shane Bryce, Bradley Hassell und Jason Petkovic, die wie im Vorjahr das Finale erreichte. Erneut traf man dabei auf die Olympic Sharks, behielt allerdings durch Treffer von Harnwell und Mori vor 38.000 Zuschauern im Subiaco Oval von Perth mit 2:0 die Oberhand und gewann damit die Landesmeisterschaft. Tarka wurde für seine Saisonleistung als einer von drei Spielern für die Papasavas Medal (bester U-21-Spieler) nominiert, die Auszeichnung ging allerdings an Alex Brosque.

### Erfolgloses Engagement in England, 2003–2005
Nachdem Tarka bereits im April 2003 eine Einladung für ein einwöchiges Probetraining beim englischen Zweitligisten West Ham United ausgeschlagen hatte, um sich auf die australische Meisterschaft zu konzentrieren, absolvierte er nach Saisonende zunächst ein erfolgloses Probetraining beim Erstligaaufsteiger FC Portsmouth und spielte anschließend beim Zweitligisten Nottingham Forest vor, der ihn schließlich für eine Ablösesumme von £100.000 (A$250.000) verpflichtete.
Bei Nottingham kam Tarka nie über die Rolle eines Reservespielers hinaus und blieb bis zur Auflösung seines Vertrags im Januar 2005 ohne Pflichtspieleinsatz für das Profiteam. Zahlreiche Verletzungen, die ihn insgesamt fünf Monate vom Spielbetrieb fernhielten, darunter eine für Herzrhythmusstörungen sorgende Viruserkrankung und anhaltende muskuläre Problemen, warfen ihn ebenso zurück wie seine Abwesenheiten wegen regelmäßiger Nationalmannschaftseinsätze. Tarka selbst äußerte zudem wenige Monate nach seinem Abgang in einem Interview den Eindruck, nach dem Abgang von Trainer Paul Hart, der ihn verpflichtet hatte und im Februar 2004 entlassen wurde, von dessen Nachfolger Joe Kiennear kein Vertrauen in seine Person bekommen zu haben. Auch sein Wunsch, international für Australien aktiv zu sein, wurde ihm laut eigener Aussage von Vereinsseite negativ angelastet.

### Verletzungsgeprägte Rückkehr nach Australien, 2005–2010
Nach seiner Rückkehr nach Australien – eine Fortsetzung seiner Karriere in England zog er trotz Angeboten nicht in Erwägung – unterschrieb er wieder bei Perth Glory, die sich nach der Einstellung der NSL im Sommer 2004 auf die Premierensaison der neu geschaffenen Profiliga A-League vorbereiteten. Eine im April 2005 erlittene hartnäckige Verletzung der Oberschenkelmuskulatur, die operativ behandelt werden musste, erlaubte sein Saisondebüt erst im November, seinem Einsatz am 14. Spieltag folgten nur zwei weitere, bevor erneute Oberschenkelprobleme für das Saisonende sorgten.
Zur Saison 2006/07 kehrte Tarka in die Verteidigung von Perth Glory zurück und verpasste im Saisonverlauf nur eine Partie. Die angestrebte Qualifikation für die Meisterschafts-Play-offs wurde auf dem vorletzten Tabellenrang allerdings deutlich verpasst. Am Saisonende wurde Tarka mannschaftsintern gemeinsam mit Simon Colosimo als bester Spieler des Jahres (Most Glorious Player Award) ausgezeichnet und erhielt zudem die Auszeichnungen als bester U-23-Spieler (Young Player of the Year) und wurde auch von seinen Mannschaftskameraden zum Spieler der Saison (Players' Player of the Year) gekürt. In die Saison 2007/08 startete Tarka mit hochgesteckten Zielen: Perth Glory sollte ernsthafter Titelkandidat werden und der Verteidiger hoffte zudem auf neuerliche Nominierungen in die Nationalmannschaft. Nach nur 15 Minuten beim Ligaauftakt gegen die Newcastle United Jets sorgte ein Sehnenriss im Oberschenkel, der eine Operation notwendig machte, für das Saisonaus.
Im März 2008 verlängerte er seinen auslaufenden Vertrag bei Perth um ein weiteres Jahr. Auch sein letztes Profijahr bei Perth war von Verletzungen geprägt. In der Frühphase der Saison zog er sich eine Verletzung des Quadrizeps zu, die er nicht richtig ausheilen ließ und stattdessen trotz Schmerzen auflief. Folge waren unterdurchschnittliche Leistungen und der Verlust seines Stammplatzes, den er sich auch im Saisonverlauf nicht mehr zurückholen konnte. Am Saisonende verlängerte der Verein seinen Vertrag nicht mehr und Tarka verließ den Klub nach nur 33 Ligaeinsätzen in vier Jahren, in denen kein einziges Mal die Qualifikation für die Meisterschafts-Endrunde gelang.
Für die Saison 2010 kehrte Tarka, mittlerweile im Besitz einer Trainer-C-Lizenz und beruflich als Fitnesstrainer tätig, zu Cockburn City zurück und trat eine Saison lang für den Klub in der Western Australia State League an.

## Nationalmannschaft
2002 gewann Tarka mit der U-20-Auswahl das ozeanische Qualifikationsturnier für die Junioren-Weltmeisterschaft 2003 in den Vereinigten Arabischen Emiraten und gehörte als Vize-Kapitän auch dort zu den Stammspielern im Aufgebot von Jugendnationaltrainer Ange Postecoglou. Gemeinsam mit Alex Wilkinson bildete er während des Turniers das Innenverteidigerduo, unter anderem beim 3:2-Erfolg über den späteren Weltmeister Brasilien, bei dem er die Kapitänsbinde trug. Das Turnier endete für das australische Team im Achtelfinale nach einer 0:1-Niederlage gegen den Gastgeber.
Im Januar 2004 qualifizierte er sich mit der australischen Olympiaauswahl (U-23) für das olympische Fußballturnier in Griechenland. Bereits seit 2003 gehörte er zum Kader der Olyroos, die sich seither mit regelmäßigen Testspielen vorbereiteten. Zwei Monate vor Olympia stand Tarka in der zweiten Runde der Ozeanienqualifikation für die Weltmeisterschaft 2006 in Deutschland erstmals im Aufgebot der australischen A-Nationalmannschaft. Sein Länderspieldebüt erfolgte am 4. Juni beim 3:0-Erfolg gegen Vanuatu, als er in der Abwehr an der Seite von Tony Vidmar und Jade North in der Startaufstellung stand. Zu seinem zweiten Einsatz in der fünf Spiele umfassenden Gruppenphase kam er zwei Tage später beim abschließenden 2:2-Unentschieden gegen die Salomonen.
Bei dem im August 2004 ausgetragenen olympischen Fußballturnier stieß Australien bis ins Viertelfinale vor, scheiterte dort aber am Überraschungsteam aus dem Irak. Tarka blieb während des Turniers als einziger der 16 australischen Feldspieler ohne Einsatz. Zu weiteren Nationalmannschafts-Berufungen kam es für Tarka anschließend wegen fehlender Spielpraxis und kontinuierlichen Verletzungsproblemen nicht mehr.